# Théziers
Théziers település Franciaországban, Gard megyében. Lakosainak száma 1070 fő (2022. január 1.). Théziers Aramon, Domazan, Estézargues, Fournès, Montfrin és Vallabrègues községekkel határos.

## Népesség
A település népessége az elmúlt években az alábbi módon változott:
| Lakosok száma | 678  | 674  | 844  | 1001 | 1103 | 1080 | 1039 | 1039 | 1035 | 1070 |
|               | 1968 | 1982 | 1990 | 2006 | 2013 | 2015 | 2017 | 2019 | 2020 | 2022 |